# Liste der Baudenkmäler in Homburg
In der Liste der Baudenkmäler in Homburg sind alle Baudenkmäler der saarländischen Stadt Homburg und ihrer Ortsteile aufgelistet. Grundlage ist die Veröffentlichung der Landesdenkmalliste im Amtsblatt des Saarlandes vom 22. Dezember 2004, zuletzt mit Stand 9. August 2017 als Teildenkmalliste Stadt Homburg der Denkmalliste des Saarlandes.

## Einöd
| Lage                      | Bezeichnung                                          | Beschreibung | Bild |
| ------------------------- | ---------------------------------------------------- | --- | --- |
| Audenkellerhofstraße Lage | Ensemble Audenkellerhof                              | Das Ensemble besteht aus dem Wohnhaus und den Wirtschaftsgebäude des alten Gutshofs. Der älteste Teil des Hofes, das Wohnhaus, stammt aus dem letzten Viertel des 17. Jahrhunderts. Das Wirtschaftsgebäude mit Stall und einem Wohntrakt wurde in der ersten Hälfte des 19. Jahrhunderts errichtet und 1929 von Rudolf Krüger umgebaut. Krüger erbaute außerdem 1947 ein weiteres Wirtschaftsgebäude.                                                               | Das Ensemble besteht aus dem Wohnhaus und den Wirtschaftsgebäude des alten Gutshofs. Der älteste Teil des Hofes, das Wohnhaus, stammt aus dem letzten Viertel des 17. Jahrhunderts. Das Wirtschaftsgebäude mit Stall und einem Wohntrakt wurde in der ersten Hälfte des 19. Jahrhunderts errichtet und 1929 von Rudolf Krüger umgebaut. Krüger erbaute außerdem 1947 ein weiteres Wirtschaftsgebäude. |
| Audenkellerhofstraße Lage | Ensemble Audenkellerhof                              | Audenkellerhofstraße, Wirtschaftsgebäude, 1947 von Rudolf Krüger (Ensemblebestandteil) | |
| Audenkellerhofstraße Lage | Ensemble Audenkellerhof                              | Audenkellerhofstraße, Wirtschaftsgebäude und Stall, Wohntrakt 1. Hälfte 19. Jh., Umbau 1929 von Rudolf Krüger (Ensemblebestandteil) | |
| Audenkellerhofstraße Lage | Ensemble Audenkellerhof                              | Audenkellerhofstraße, Wohnhaus, 4. Viertel 17. Jh. (Einzeldenkmal) | |
| Bliesweg Lage             | Ensemble Ortskern Ingweiler                          | Ingweiler wurde erstmals 1180 in einer Schenkungsurkunde des Klosters Wörschweiler urkundlich erwähnt. Bis 1603 gehörte der Ort zur Grafschaft Nassau-Saarbrücken, dann kam er durch einen Tauschvertrag zum Herzogtum Pfalz-Zweibrücken. Unter Denkmalschutz stehen mehrere Wohnhäuser sowie eine Zehntscheune und die Friedhofsmauer aus dem 19. Jahrhundert. | Ingweiler wurde erstmals 1180 in einer Schenkungsurkunde des Klosters Wörschweiler urkundlich erwähnt. Bis 1603 gehörte der Ort zur Grafschaft Nassau-Saarbrücken, dann kam er durch einen Tauschvertrag zum Herzogtum Pfalz-Zweibrücken. Unter Denkmalschutz stehen mehrere Wohnhäuser sowie eine Zehntscheune und die Friedhofsmauer aus dem 19. Jahrhundert.                                       |
| Bliesweg Lage             | Ensemble Ortskern Ingweiler                          | Bliesweg, Zehntscheune, 18. Jh. (Einzeldenkmal) | |
| Bliesweg Lage             | Ensemble Ortskern Ingweiler                          | Bliesweg, Friedhofsmauer des Friedhofs Ingweiler, 19. Jh. (Einzeldenkmal) | |
| Bliesweg Lage             | Ensemble Ortskern Ingweiler                          | Bliesweg 2, Bauernhaus, 19. Jh. (Ensemblebestandteil) | |
| Bliesweg Lage             | Ensemble Ortskern Ingweiler                          | Bliesweg 3, Wohnhaus mit Kellergebäude, 18. Jh. (Einzeldenkmal) | |
| Bliesweg Lage             | Ensemble Ortskern Ingweiler                          | Bliesweg 4, Wohnhaus, 17. Jh. (Einzeldenkmal) | |
| Bliesweg Lage             | Ensemble Ortskern Ingweiler                          | Bliesweg 7, Wohnhaus, 18. Jh. (Ensemblebestandteil) | |
| Am Ohligberg Lage         | Ev. Christuskirche                                   | Die Kirche wurde von 1958 bis 1960 nach Entwürfen der Architekten Otto Stahl und Richard Hummel ausgeführt. Die Saalkirche wurde in rotbraunem Sandstein erbaut. An der Vorderseite ist das Gebäude leicht abgerundet. Beide Längsseiten werden von Oberlichtern aus bleiverglasten Betonfenstern belichtet. Der Turm steht hinter der Kirche auf quadratischem Grundriss und nimmt die Betonelemente der Oberlichter des Kirchenschiffs an den Schallfenstern auf. | |
| Am Schwedenhof 4 Lage     | Schwedenhof, Hofanlage, Umbauten des 19. und 20. Jh. | Das landwirtschaftliche Gut wurde 1723 von dem schwedischen Baumeister Jonas Erikson Sundahl im Auftrag des schwedischen Königs Karl XII. errichtet, um für die Obristenwitwe Karolina de la Brier als inoffizielle Sachwalterin für das Herzogtum Zweibrücken ein Domizil zu bauen. Der L-förmige Komplex besteht aus Wohngebäuden und Wirtschaftsgebäude und wurde im Barockstil erbaut.                                                                          | |
| Hauptstraße Lage          | Ev. Pfarrkirche                                      | Das Kirchengebäude entstand in den Jahren 1752/53 als Erweiterung einer früheren Kapelle. 1808 wurde die Kirche erweitert, 1868 umgebaut: Der Saalbau erhielt zur Straßenseite nach Süden einen Schaufassade mit Stufengiebel, davor wurde tieferliegend ein Turm aus roten Ziegeln erbaut. Die Fenster wurden dabei gotisiert und eisernes Maßwerk eingebaut. | |
| Hauptstraße 49 Lage       | Bauernhaus                                           | 18. Jahrhundert | |
| Hauptstraße 53 Lage       | Bauernhaus                                           | 1. Hälfte 19. Jahrhundert | |
| Hauptstraße 64 Lage       | Wohnhaus,                                            | Erbaut 1782, Erneuerung 1909 | |
| Hauptstraße 66 Lage       | Portal                                               | 18. Jahrhundert | |
| Homburger Straße 38 Lage  | „Edelhof“, Gutshof, heute Römermuseum Schwarzenacker | Der Edelhof wurde wie der schräg gegenüberliegende Schwedenhof 1722 von Jonas Erikson Sundahl erbaut. Das Haus über annähernd quadratischem Grundriss ist mit einem Mansardwalmdach gedeckt. Die Straßenseite des zweigeschossigen Putzbaus besitzt fünf Fensterachsen mit Segmentbögen und drei Gauben, die Seiten je drei Achsen und vier Gauben. | |
| Im Wieschen Lage          | Schule                                               | 1930/31 erbaut | |
| Kandelgrundstraße 1 Lage  | Wohnhaus                                             | 1736 | |
| Marienstraße Lage         | Glocke der kath. Filialkirche Einöd-Schwarzenacker   | Die Glocken der modernen Filialkirche Mariä Geburt wurden 1756 von Christoph Klein gegossen. | |
| Marienstraße Lage         | Kath Filialkirche Mariä Geburt                       | Die Kirche wurde in den Jahren 1960 bis 1962 nach Plänen von W. Focht, Regbaum und G. Helfrich erbaut. Der Baukörper ist quaderförmig mit einem niedrigeren umlaufenden Gang. Abseits des eigentlichen Kirchenbaus steht der hochgestreckte pyramidenförmige Glockenturm. Das Innere der Kirche wird von vielen, unregelmäßig verteilten quadratischen Fensterchen belichtet.                                                                                       | |

## Homburg-Mitte
| Lage                                  | Bezeichnung | Beschreibung | Bild |
| ------------------------------------- | --- | --- | --- |
| Friedhofstraße Lage                   | Ensemble Alter Friedhof und Mittelfriedhof                                                                         | Neben dem Ensemble „Erster Städtischer Friedhof und Jüdischer Friedhof“ stehen auch der alte Friedhof aus dem Jahr 1877 und der Mittelfriedhof aus dem 1. Viertel des 20. Jahrhunderts unter Denkmalschutz. | Neben dem Ensemble „Erster Städtischer Friedhof und Jüdischer Friedhof“ stehen auch der alte Friedhof aus dem Jahr 1877 und der Mittelfriedhof aus dem 1. Viertel des 20. Jahrhunderts unter Denkmalschutz. |
| Friedhofstraße Lage                   | Ensemble Alter Friedhof und Mittelfriedhof                                                                         | Friedhofstraße, Mittelfriedhof, 1. Viertel 20. Jh. (Ensemblebestandteil) | |
| Friedhofstraße Lage                   | Ensemble Alter Friedhof und Mittelfriedhof                                                                         | Friedhofstraße, Alter Friedhof, 1877 (Ensemblebestandteil) | |
| Schlossberg-Höhen-Straße Lage         | Ensemble Burg-, Schloss- und Festungsruinen auf dem Schlossberg                                                    | Im 12. Jahrhundert war die Hohenburg Sitz der Grafen von Homburg. Nach dem Tod des letzten Grafen von Homburg im Jahr 1449 fiel die Burg an die Grafen von Nassau-Saarbrücken. Diese bauten die Burg in der zweiten Hälfte des 16. Jahrhunderts zu einem Renaissanceschloss um und später zu einer Festung aus. In der Reunionszeit erweiterte Festungsbaumeister Sébastien Le Prestre de Vauban die Festung. Die Festungsanlagen wurden 1697 erstmals und 1714 endgültig geschleift. Die Ruine diente als Steinbruch für den Bau von Schloss Karlsberg. Erhalten sind Wälle und Mauern mit Pforten und Treppenaufgängen. | Im 12. Jahrhundert war die Hohenburg Sitz der Grafen von Homburg. Nach dem Tod des letzten Grafen von Homburg im Jahr 1449 fiel die Burg an die Grafen von Nassau-Saarbrücken. Diese bauten die Burg in der zweiten Hälfte des 16. Jahrhunderts zu einem Renaissanceschloss um und später zu einer Festung aus. In der Reunionszeit erweiterte Festungsbaumeister Sébastien Le Prestre de Vauban die Festung. Die Festungsanlagen wurden 1697 erstmals und 1714 endgültig geschleift. Die Ruine diente als Steinbruch für den Bau von Schloss Karlsberg. Erhalten sind Wälle und Mauern mit Pforten und Treppenaufgängen.                                                                                 |
| Schlossberg-Höhen-Straße Lage         | Ensemble Burg-, Schloss- und Festungsruinen auf dem Schlossberg                                                    | Festungsruinen (Ensemblebestandteil im Ensemble Burg-, Schloss- und Festungsruinen auf dem Schlossberg) | |
| Friedhofstraße Lage                   | Ensemble Erster Städtischer Friedhof und Jüdischer Friedhof                                                        | Nach Aufgabe der beiden konfessionellen Friedhöfe in Homburg wurde 1832 der erste städtische Friedhof am östlichen Stadtrand angelegt, wo schon einige Jahre zuvor der jüdische Friedhof entstanden war. Den Protestanten wurde der östliche, den Katholiken der westliche Bereich zugewiesen. Da die Anlage offensichtlich schon ursprünglich an drei Seiten im Norden, Süden und Osten ummauert war, somit eine Ausdehnung nur in westlicher Richtung erfolgen konnte, war der unmittelbar an den Jüdischen Friedhof grenzende Bereich für die protestantische Bevölkerung bereits gegen Ende der 1860er Jahre zu klein geworden, so dass 1877 ein zweiter kommunaler Friedhof im Osten angelegt wurde.                                                                    | Nach Aufgabe der beiden konfessionellen Friedhöfe in Homburg wurde 1832 der erste städtische Friedhof am östlichen Stadtrand angelegt, wo schon einige Jahre zuvor der jüdische Friedhof entstanden war. Den Protestanten wurde der östliche, den Katholiken der westliche Bereich zugewiesen. Da die Anlage offensichtlich schon ursprünglich an drei Seiten im Norden, Süden und Osten ummauert war, somit eine Ausdehnung nur in westlicher Richtung erfolgen konnte, war der unmittelbar an den Jüdischen Friedhof grenzende Bereich für die protestantische Bevölkerung bereits gegen Ende der 1860er Jahre zu klein geworden, so dass 1877 ein zweiter kommunaler Friedhof im Osten angelegt wurde. |
| Friedhofstraße Lage                   | Ensemble Erster Städtischer Friedhof und Jüdischer Friedhof                                                        | Friedhofstraße, Jüdischer Friedhof (Ensemblebestandteil): Der jüdische Friedhof, der vor der Leichenhalle in der Nachbarschaft des städtischen Friedhofs liegt, wurde 1822 angelegt und im Februar 1824 erstmals belegt. Die bisher letzte Beerdigung war im Jahr 2006. | |
| Friedhofstraße Lage                   | Ensemble Erster Städtischer Friedhof und Jüdischer Friedhof                                                        | Friedhofstraße, Friedhof, 1832 (Ensemblebestandteil): Der nur in der kurzen Zeitspanne von 1832 bis 1877 genutzte erste städtische und damit konfessionslose Friedhof ist heute eine parkähnliche Anlage. Nur 13 verstreut liegende Grabsteine sind erhalten. Außerdem steht auf dem Friedhofsgelände ein Obelisk als Kriegerdenkmal des deutsch-französischen Krieges von 1870/71. | |
| Fruchthallstraße/Karlsbergstraße Lage | Ensemble Karlsbergstraße                                                                                           | Das Ensemble besteht überwiegend aus Wohnhäusern aus dem 18. Jahrhundert. | Das Ensemble besteht überwiegend aus Wohnhäusern aus dem 18. Jahrhundert. |
| Fruchthallstraße/Karlsbergstraße Lage | Ensemble Karlsbergstraße                                                                                           | Fruchthallstraße 2, Wohnhaus (Ensemblebestandteil) | |
| Fruchthallstraße/Karlsbergstraße Lage | Ensemble Karlsbergstraße                                                                                           | Karlsbergstraße 15, Haus Weirich, Wohnhaus, 18. Jh., Umbau 1957 (Ensemblebestandteil) | |
| Fruchthallstraße/Karlsbergstraße Lage | Ensemble Karlsbergstraße                                                                                           | Karlsbergstraße 17, Wohnhaus, 18. Jh., Umbau um 1960 (Ensemblebestandteil) | |
| Fruchthallstraße/Karlsbergstraße Lage | Ensemble Karlsbergstraße                                                                                           | Karlsbergstraße 19, Wohnhaus mit Gewölbekeller, 18. Jh. (Ensemblebestandteil) | |
| Fruchthallstraße/Karlsbergstraße Lage | Ensemble Karlsbergstraße                                                                                           | Karlsbergstraße 20, Wohn- und Geschäftshaus, 1. Viertel 19. Jh. (Einzeldenkmal) | |
| Fruchthallstraße/Karlsbergstraße Lage | Ensemble Karlsbergstraße                                                                                           | Karlsbergstraße 22, Keilstein, 18. Jh. (Einzeldenkmal) | |
| Fruchthallstraße/Karlsbergstraße Lage | Ensemble Karlsbergstraße                                                                                           | Karlsbergstraße 23, Wohnhaus mit Gewölbekeller, 18. Jh., Umbau um 1860 (Ensemblebestandteil) | |
| Fruchthallstraße/Karlsbergstraße Lage | Ensemble Karlsbergstraße                                                                                           | Karlsbergstraße 25/27, Wohnhaus mit Keller, um 1680 (Einzeldenkmal) | |
| Fruchthallstraße/Karlsbergstraße Lage | Ensemble Karlsbergstraße                                                                                           | Karlsbergstraße 31, „Altes Zunfthaus“, Wohnhaus mit Brunnen, 18. Jh. (Einzeldenkmal) | |
| Fruchthallstraße/Karlsbergstraße Lage | Ensemble Karlsbergstraße                                                                                           | Karlsbergstraße 33/35, Wohn- und Geschäftshaus, 18. Jh., Umbau 1961 (Ensemblebestandteil) | |
| Fruchthallstraße/Karlsbergstraße Lage | Ensemble Karlsbergstraße                                                                                           | Karlsbergstraße 37, Wohnhaus, 1892 (Ensemblebestandteil) | |
| Kirrberger Straße Lage                | Ensemble Landeskrankenhaus Homburg                                                                                 | | |
| Kirrberger Straße Lage                | Ensemble Landeskrankenhaus Homburg                                                                                 | Kirrberger Straße, Doppelwohnhaus (Gebäude 2), 1904–09 von Heinrich Ullmann (Ensemblebestandteil) | |
| Kirrberger Straße Lage                | Ensemble Landeskrankenhaus Homburg                                                                                 | Kirrberger Straße, Verwaltungsgebäude (Gebäude 11), 1904–09 von Heinrich Ullmann (Einzeldenkmal) | |
| Kirrberger Straße Lage                | Ensemble Landeskrankenhaus Homburg                                                                                 | Kirrberger Straße, Wohnhaus (Gebäude 12), 1904–09 von Heinrich Ullmann (Ensemblebestandteil) | |
| Kirrberger Straße Lage                | Ensemble Landeskrankenhaus Homburg                                                                                 | Kirrberger Straße, Direktorenvilla (Gebäude 17), 1904–09 von Heinrich Ullmann (Einzeldenkmal) | |
| Kirrberger Straße Lage                | Ensemble Landeskrankenhaus Homburg                                                                                 | Kirrberger Straße, Leichenhalle (Gebäude 30), Friedhof mit Grabmalen, 1904–09 von Heinrich Ullmann (Einzeldenkmal) | |
| Kirrberger Straße Lage                | Ensemble Landeskrankenhaus Homburg                                                                                 | Kirrberger Straße, Festsaalgebäude (Gebäude 34), 1904–09 von Heinrich Ullmann (Einzeldenkmal) | |
| Kirrberger Straße Lage                | Ensemble Landeskrankenhaus Homburg                                                                                 | Kirrberger Straße, Klinikkirche Homburg (Gebäude 55) (Einzeldenkmal): Die Simultankirche ist Teil des Universitätsklinikums des Saarlandes. Das Gotteshaus wurde zwischen 1906 und 1909 zusammen mit den anderen ältesten Gebäuden des Klinikareals im Stil des Historismus erbaut. Architekt war der königlich-bayrischer Bauamtmann Heinrich Ullmann aus Speyer. Nördlich des Hauptschiffes mit Tonnengewölbe wurde ein Seitenschiff erbaut. Der Chorraum ist asymmetrisch nach Süden unter dem Turm verschoben. Seine Wände sind mit Malereien des Jugendstils bedeckt. Nördlich des Chores steht vor einer übergiebelten Rundbogennische das Taufbecken. | |
| Lage                                  | Ensemble Marktplatz/Klosterstraße                                                                                  | Das Denkmalensemble rund um den Marktplatz besteht überwiegend aus zweigeschossigen, traufständigen Putzbauten. Trotz der Zerstörungen des Zweiten Weltkriegs und moderner Ladeneinbauten hat sich der Charakter der kleinen Barockresidenz gut erhalten. | Das Denkmalensemble rund um den Marktplatz besteht überwiegend aus zweigeschossigen, traufständigen Putzbauten. Trotz der Zerstörungen des Zweiten Weltkriegs und moderner Ladeneinbauten hat sich der Charakter der kleinen Barockresidenz gut erhalten. |
| Lage                                  | Ensemble Marktplatz/Klosterstraße                                                                                  | Eisenbahnstraße 1, Haus Leyser, Wohn- und Geschäftshaus, 1899 (Ensemblebestandteil) | |
| Lage                                  | Ensemble Marktplatz/Klosterstraße                                                                                  | Eisenbahnstraße 3, Wohnhaus, 18. Jh. (Ensemblebestandteil) | |
| Lage                                  | Ensemble Marktplatz/Klosterstraße                                                                                  | Fruchthallstraße, Klostermauer, Hangstützmauer, Felsenkeller, 19. Jh. (Ensemblebestandteil) | |
| Lage                                  | Ensemble Marktplatz/Klosterstraße                                                                                  | Fruchthallstraße 17, Westliche Achse der Fassade, 4. Viertel 17. Jh. (Einzeldenkmal) | |
| Lage                                  | Ensemble Marktplatz/Klosterstraße                                                                                  | Klosterstraße 1, kath. Pfarrhaus, um 1690 (Einzeldenkmal) | |
| Lage                                  | Ensemble Marktplatz/Klosterstraße                                                                                  | Klosterstraße 3, Wohnhaus, 18. Jh. (Ensemblebestandteil) | |
| Lage                                  | Ensemble Marktplatz/Klosterstraße                                                                                  | Klosterstraße 4, Wohnhaus und Gaststätte „Zum Storchen“, Lagerhalle mit Gewölbekeller, 17. Jh., Umbau um 1830 (Einzeldenkmal) | |
| Lage                                  | Ensemble Marktplatz/Klosterstraße                                                                                  | Klosterstraße 5, Portal, 18. Jh. (Einzeldenkmal) | |
| Lage                                  | Ensemble Marktplatz/Klosterstraße                                                                                  | Klosterstraße 6, ehem. Franziskanerklosterkirche, Synagoge (Einzeldenkmal): Die Klosterkirche der Franziskaner wurde in den Jahren 1697 und 1699 erbaut. 1860 kaufte die jüdische Gemeinde Homburg das Gebäude und baute es zur Synagoge um. 1938 wurde die Synagoge in der Reichspogromnacht beschädigt und während des Zweiten Weltkriegs bei Fliegerangriffen zerstört. 1952 erfolgte ein Teilabbruch, seither ist das Gebäude nur als Ruine erhalten. Von der Straßenseite steht nur noch die Umfassungsmauer des Erdgeschosses mit einem spitzbogigen Fenster und einem Portal mit spitzbogigem Oberlicht. Von der rückseitigen Wand steht noch das Erdgeschoss mit zwei geraden Fenstern und das erste Obergeschoss mit Rundbogenfenstern sowie die seitlichen Mauern. | |
| Lage                                  | Ensemble Marktplatz/Klosterstraße                                                                                  | Klosterstraße 7, Portal, um 1690 (Einzeldenkmal) | |
| Lage                                  | Ensemble Marktplatz/Klosterstraße                                                                                  | Klosterstraße 8/10/12/12a/14, Gebäudeflügel des ehem. Franziskanerklosters, 1700–50, heute Wohnhäuser | |
| Lage                                  | Ensemble Marktplatz/Klosterstraße                                                                                  | Klosterstraße 10/10a-d, Gebäudeflügel des Franziskanerklosters, um 1690 (Einzeldenkmal) | |
| Lage                                  | Ensemble Marktplatz/Klosterstraße                                                                                  | Marktplatz 1, Wohn- und Geschäftshaus, 1936–37 von Fritz Zawar (Ensemblebestandteil) | |
| Lage                                  | Ensemble Marktplatz/Klosterstraße                                                                                  | Marktplatz 2, Haus Fleck, Wohn- und Geschäftshaus, Gewölbekeller, 1890 (Ensemblebestandteil) | |
| Lage                                  | Ensemble Marktplatz/Klosterstraße                                                                                  | Marktplatz 3, Wohn- und Geschäftshaus, Gewölbekeller, 18. Jh., Umbau 1890 (Einzeldenkmal) | |
| Lage                                  | Ensemble Marktplatz/Klosterstraße                                                                                  | Marktplatz 4/5, Wohn- und Geschäftshaus, Gewölbekeller, 18. Jh., Umbau 1890 (Einzeldenkmal) | |
| Lage                                  | Ensemble Marktplatz/Klosterstraße                                                                                  | Marktplatz 6, Wohn- und Geschäftshaus, 2. Viertel 18. Jh. (Einzeldenkmal) | |
| Lage                                  | Ensemble Marktplatz/Klosterstraße                                                                                  | Marktplatz 8, Altes Rathaus (Ensemblebestandteil): Das ursprüngliche Rathaus wurde um 1680 errichtet. 1825 entstand ein Neubau, der bis 1924 Sitz der Stadtverwaltung war. 1952 wurde das Rathaus um einen nördlichen Anbau und eine Arkade erweitert. Der zweigeschossige Putzbau mit acht Fensterachsen besitzt ein Krüppelwalmdach. In der dritten Achse befindet sich ein Eingangsportal, über dem im ersten Obergeschoss ein Balkon sitzt. Das nach Süden abfallende Gelände lässt das Sockelgeschoss aus dem Boden ragen. | |
| Lage                                  | Ensemble Marktplatz/Klosterstraße                                                                                  | Marktplatz 9, Wohnhaus, Gewölbekeller, 18. Jh., Umbau 1955 (Ensemblebestandteil) | |
| Lage                                  | Ensemble Marktplatz/Klosterstraße                                                                                  | Marktplatz 11, Felsenkeller, 18. Jh. (Ensemblebestandteil) | |
| Lage                                  | Ensemble Marktplatz/Klosterstraße                                                                                  | Marktplatz 13, Wohn- und Geschäftshaus, Keller, 18. Jh. (Ensemblebestandteil) | |
| Lage                                  | Ensemble Marktplatz/Klosterstraße                                                                                  | Marktplatz 14, Wohn- und Geschäftshaus, 18. Jh. (Ensemblebestandteil) | |
| Lage                                  | Ensemble Marktplatz/Klosterstraße                                                                                  | Marktplatz 15, Wohn- und Geschäftshaus, 18. Jh., Neugestaltung Fassade 19. Jh., Erweiterung (Rückgebäude) von 1900 (Ensemblebestandteil) | |
| Lage                                  | Ensemble Marktplatz/Klosterstraße                                                                                  | Saarbrücker Straße 2/4, Wohn- und Geschäftshaus, 18. Jh., Neugestaltung Fassade um 1900, Instandsetzung 1987 (Ensemblebestandteil) | |
| Lage                                  | Ensemble Marktplatz/Klosterstraße                                                                                  | Saarbrücker Straße 6, Wohn- und Geschäftshaus, Gewölbekeller, um 1900 (Ensemblebestandteil) | |
| Lage                                  | Ensemble Marktplatz/Klosterstraße                                                                                  | Saarbrücker Straße 8, Wohn- und Geschäftshaus, 18. Jh. (Ensemblebestandteil) | |
| Lage                                  | Ensemble Marktplatz/Klosterstraße                                                                                  | Saarbrücker Straße 10, Ratskeller, 17. Jh. (Einzeldenkmal) | |
| Lage                                  | Ensemble Marktplatz/Klosterstraße                                                                                  | Saarbrücker Straße 12/14, Wohn- und Geschäftshaus mit Gewölbekeller, 18. Jh. (Ensemblebestandteil) | |
| Lage                                  | Ensemble Marktplatz/Klosterstraße                                                                                  | Zu den Höhlen 2, Wohnhaus mit Gewölbekeller, Fassade 19. Jh. (Einzeldenkmal) | |
| Lage                                  | Ensemble Marktplatz/Klosterstraße                                                                                  | Zu den Höhlen 6, Keller, 18. Jh. (Ensemblebestandteil) | |
| Lage                                  | Ensemble Marktplatz/Klosterstraße                                                                                  | Zu den Höhlen 7, Keller, 18. Jh. (Ensemblebestandteil) | |
| Lage                                  | Ensemble Marktplatz/Klosterstraße                                                                                  | Zu den Höhlen 12, Keller, 18. Jh. (Ensemblebestandteil) | |
| Schlossberg-Höhen-Straße Lage         | Ensemble Schlossberghöhlen                                                                                         | Zum Denkmalensemble Schlossberghöhlen gehört das Höhlensystem im Sandstein des Schlossberges. | Zum Denkmalensemble Schlossberghöhlen gehört das Höhlensystem im Sandstein des Schlossberges. |
| Schlossberg-Höhen-Straße Lage         | Ensemble Schlossberghöhlen                                                                                         | Schlossberg-Höhen-Straße, Schlossberghöhlen: Die Schlossberghöhlen sind die größten Buntsandsteinhöhlen Europas. Das Höhlensystem besteht aus zwölf Stockwerken und erstreckt sich über eine Länge von 140 Metern und eine Breite von 60 Metern. Es entstand durch den Abbau von Buntsandstein. An die Sandsteinhöhlen schließt sich ein Bunkerbereich an, der Anfang der 1950er-Jahre für die damalige Regierung des Saarlandes in den unteren neun Stockwerken angelegt wurde. | |
| St.-Michael-Straße, Lage              | Ensemble St.-Michael-Straße                                                                                        | Das Denkmalensemble besteht aus der kath. Kirche St. Michael und den gegenüberliegenden Wohnhäusern aus dem 18. Jahrhundert. | Das Denkmalensemble besteht aus der kath. Kirche St. Michael und den gegenüberliegenden Wohnhäusern aus dem 18. Jahrhundert. |
| St.-Michael-Straße, Lage              | Ensemble St.-Michael-Straße                                                                                        | St.-Michael-Straße, Flur 1, Flurstück 201/2, kath. Kirche St. Michael mit Innenausstattung (Einzeldenkmal): Der neoromanische Bau mit Würfelkapitellen und Rundbogenfriesen wurde von 1836 bis 1841 nach Entwürfen des Zivilbauinspektors August von Volt errichtet. Die Saalkirche aus roten Sandsteinquadern besitzt einen markanten Turm in Form eines Oktogons über dem Chor. | |
| St.-Michael-Straße, Lage              | Ensemble St.-Michael-Straße                                                                                        | St.-Michael-Straße 11, Wohnhaus mit Gewölbekeller, 18. Jh. (Ensemblebestandteil) | |
| St.-Michael-Straße, Lage              | Ensemble St.-Michael-Straße                                                                                        | St.-Michael-Straße 13, Wohnhaus, 18. Jh. (Ensemblebestandteil) | |
| St.-Michael-Straße, Lage              | Ensemble St.-Michael-Straße                                                                                        | St.-Michael-Straße 15, Wohnhaus, 18. Jh. (Ensemblebestandteil) | |
| Mainzer Straße, Hüttenstraße Lage     | Ensemble Werksiedlung Mainzer Straße                                                                               | Die Werksiedlung Mainzer Straße entstand im Anfang des 20. Jahrhunderts für Arbeiter der Eisenfabrik Roth & Schüler und des Homburger Eisenwerks. | Die Werksiedlung Mainzer Straße entstand im Anfang des 20. Jahrhunderts für Arbeiter der Eisenfabrik Roth & Schüler und des Homburger Eisenwerks. |
| Mainzer Straße, Hüttenstraße Lage     | Ensemble Werksiedlung Mainzer Straße                                                                               | Mainzer Straße 36/38, Vorarbeiterhaus der Kleineisenzeug-Fabrik Roth & Schüler, um 1903 (Ensemblebestandteil) | |
| Mainzer Straße, Hüttenstraße Lage     | Ensemble Werksiedlung Mainzer Straße                                                                               | Mainzer Straße 40/42, Vorarbeiterhaus der Kleineisenzeug-Fabrik Roth & Schüler, um 1903 (Ensemblebestandteil) | |
| Mainzer Straße, Hüttenstraße Lage     | Ensemble Werksiedlung Mainzer Straße                                                                               | Mainzer Straße 44, Arbeiterwohnhaus der Neunkircher Eisenwerk AG, um 1925 (Ensemblebestandteil) | |
| Mainzer Straße, Hüttenstraße Lage     | Ensemble Werksiedlung Mainzer Straße                                                                               | Mainzer Straße 46/48, Arbeiterwohnhaus der Kleineisenzeug-Fabrik Roth & Schüler, um 1903 (Ensemblebestandteil) | |
| Mainzer Straße, Hüttenstraße Lage     | Ensemble Werksiedlung Mainzer Straße                                                                               | Mainzer Straße 50/52, Arbeiterwohnhaus der Kleineisenzeug-Fabrik Roth & Schüler, um 1903 (Ensemblebestandteil) | |
| Mainzer Straße, Hüttenstraße Lage     | Ensemble Werksiedlung Mainzer Straße                                                                               | Hüttenstraße 18/20, Doppelarbeiterhaus, um 1903 (Ensemblebestandteil) | |
| Mainzer Straße, Hüttenstraße Lage     | Ensemble Werksiedlung Mainzer Straße                                                                               | Hüttenstraße 22/24, Doppelarbeiterhaus, um 1903 (Ensemblebestandteil) | |
| Außerhalb der Ortslage                | Ensemble Westwall Ebersberg                                                                                        | | |
| Außerhalb der Ortslage                | Ensemble Westwall Ebersberg                                                                                        | Außerhalb der Ortslage WH 525/1, WH 525/2, WH 525/3, Westwallbefestigung (Ensemble) | |
| Alte Reichsstraße 41                  | Schule Schwarzenbach, 1923/24 (Einzeldenkmal)                                                                      | | |
| Am Karlsberg Lage                     | Karlsberger Hof (Einzeldenkmal)                                                                                    | Der Karlsberger Hof ist das einzige erhaltene Gebäude des Schlosses Karlsberg. Das Wirtschaftsgebäude wurde um 1780 im barocken Stil erbaut. Ab 1866 war es Forsthaus, 1975 baute man es zum Wohnhaus um. Der eingeschossige Putzbau besitzt einen zweigeschossigen Anbau mit drei Fensterachsen. Das Walmdach des Hauptbaus besitzt acht Gauben mit Dreiecksgiebeln. Über dem Eingangsportal erhebt sich ein Zwerchhaus mit zwei Fenstern und Dreiecksgiebel. | |
| Am Rondell 3 Lage                     | Peterhof, Homburger Hof, Hotel (Einzeldenkmal)                                                                     | Der Homburger Hof wurde um 1907 im neugotischen Stil als Hotel Peterhof erbaut. Das Gebäude war nach beiden Weltkriegen jeweils Kommandantur der Besatzungsmächte. Der dreigeschossige Putzbau besitzt im Erdgeschoss Fenster mit leichtem Spitzbogen. An der Westecke befindet sich im 1. Obergeschoss ein Erker. Auf der Straßenseite besitzt das Gebäude im Westen ein Zwerchhaus mit Stufengiebel und im Norden einen Eckrisaliten. Die dreiteiligen Fenster der Straßenseite sind oberhalb aufwendig verziert. Das mittlere Fenster ist jeweils höher als die beiden flankierenden. | |
| Außerhalb der Ortslage Lage           | Schlossruinen Karlsberg und Reste der zugehörigen Gartenanlagen (Einzeldenkmal)                                    | Herzog Karl II. August von Pfalz-Zweibrücken ließ zwischen 1778 und 1788 auf dem Gelände des Louisenhofes Schloss Karlsberg errichten und verlegte 1779 seine Residenz dorthin. 1793 wurde das Schloss von französischen Revolutionstruppen zerstört. Erhalten sind Ruinen des Schlosses mit Mauern der Orangerie, des Lustschlosses Tschifflik, Trilagenpavillon, Kavaliergebäude und eines weitschweifigen Lustgartens mit Teichen, Bärenzwinger und Volieren. | |
| Bahnhofsplatz 6 Lage                  | Bahnmeisterei der „Pfälzischen Ludwigsbahn“ mit Wohnhaus (Einzeldenkmal)                                           | Im Rahmen der Pfälzischen Ludwigsbahn hatte Homburg 1848 einen Bahnhof erhalten. Um 1902 wurde die Bahnmeisterei dann erbaut. Außerdem entstand ein Wohnhaus für das Personal. | |
| Bahnhofsplatz 7 Lage                  | Wohnhaus | 1849 | |
| Bahnhofsplatz 8 Lage                  | Wohnhaus | | |
| Bechhofer Straße 37 Lage              | Gut Königsbruch, Bruchhof, Königsbrucher Hof, auch Tascher Hof, Herrenhaus mit Wirtschaftsgebäuden (Einzeldenkmal) | Das Gut Königsbruch wurde um 1760/70 erbaut. Das Herrenhaus mit Wirtschaftsgebäuden soll große Ähnlichkeit mit dem 1760 erbauten Louisenhof haben, der die Keimzelle des Schlosses Karlsberg war. Das zweigeschossige Haupthaus mit Walmdach besitzt mehrere Wirtschaftsgebäude zu beiden Seiten. | |
| Blieskasteler Straße 13 Lage          | Schule | Erbaut um 1925 | |
| Blieskasteler Straße 106 Lage         | Schule | | |
| Blieskasteler Straße 135 Lage         | Schule | um 1850 | |
| Burgweg 12 (bei) Lage                 | Wasserhochbehälter                                                                                                 | Erbaut 1896 | |
| Dürerstraße 23 Lage                   | Wohnhaus | Erbaut 1902 | |
| Eisenbahnstraße 4 Lage                | Keller | 18. Jahrhundert | |
| Eisenbahnstraße 23 Lage               | Wohn- und Apothekerhaus                                                                                            | Das Wohn- und Geschäftshaus des Apothekers Rondee wurde 1905 im Jugendstil erbaut. | |
| Eisenbahnstraße 40 Lage               | Ehem. Königlich-bayerisches Rentamt mit Dienstwohnung (Anbau)                                                      | Das Rentamt ist ein 1893 im klassizistischen Stil errichteter Sandsteinbau. 1911 wurde das Gebäude erweitert. Von 1920 bis 1968 wurde es als Finanzamt genutzt, seit 1972 ist es Polizeiinspektion. Der zweigeschossige Bau mit Mansarddach besitzt einen Mittelrisaliten, der sich bis in das Dach fortsetzt. Umlaufende Sohlbankgesimse gliedern den Bau horizontal. | |
| Eisenbahnstraße 69 Lage               | Wohnhaus | Erbaut um 1899 | |
| Flurstraße Lage                       | Kath. Kirche St. Remigius                                                                                          | St. Remigius wurde 1953/54 nach Plänen des Homburger Architekten Herbert Lück erbaut. Die Saalkirche wird von hochrechteckigen Fenstern belichtet. Eine leicht gewölbte Decke schließt die Halle ab. Man betritt die Kirche über den Turm mit quadratischem Grundriss, der an das Kirchenschiff angebaut wurde. | |
| Friedhofstraße 7 Lage                 | Wohnhaus | Um 1900 erbaut | |
| Fruchthallstraße 4 Lage               | Felsenkeller | 18. Jahrhundert | |
| Fruchthallstraße 8 Lage               | Felsenkeller | 18. Jahrhundert | |
| Gasstraße 5 Lage                      | Wohnhaus | Das Wohnhaus wurde in den Jahren 1923/24 von Fritz Zawar erbaut. | |
| Jägerhausstraße 73 Lage               | Ehem. Pfälzische Überlandzentrale, Kraftwerk, Schalt-, Maschinen- und Kesselhaus, Verwaltungstrakt                 | Das Kraftwerk wurde 1913/14 von Oskar von Miller erbaut. | |
| Kaiserslauterer Straße Lage           | Napoleonstein, Denkmal                                                                                             | Napoleon Bonaparte ließ 1811 zur Geburt seines Sohnes an der von ihm erbauten Kaiserstraße einen Obelisken aufstellen. | |
| Kaiserstraße 6 Lage                   | Wohnhaus | 1906 erbaut | |
| Kaiserstraße 28 Lage                  | Fabrikantenvilla Adolf Sigwart                                                                                     | Die Villa wurde 1922/23 von Ernst Geiger erbaut. | |
| Kaiserstraße 34 Lage                  | Direktorenvilla mit Umfriedung                                                                                     | Um 1906 erbaut | |
| Kaiserstraße 38 Lage                  | Relief | 1914 | |
| Kaiserstraße 41 Lage                  | Städt. Elektrizitäts- und Wasserwerk mit Wohnung                                                                   | Das kommunale Elektrizitäts- und Wasserwerk wurde 1897 erbaut und 1909 um ein Gaswerk erweitert. Seit 2004 ist es Stadtarchiv. Das zweigeschossige traufständige Gebäude besteht aus einem Kernbau und zwei giebelständigen, flankierenden Gebäudeteilen. Während diese zwei Fensterachsen besitzen, ist der Kernbau dreiachsig ausgelegt. Der Putzbau mit Sandsteinsockel besitzt im Erdgeschoss Segmentbogenfenster mit betontem Keilstein, im ersten Obergeschoss Fenster mit geradem Sturz. Der Kernbau besitzt ein Geschossgesims und ein Sohlbankgesims. | |
| Karlsbergstraße 7 Lage                | Keller | 18. Jahrhundert | |
| Karlsbergstraße 8 Lage                | Wohnhaus | Um 1860 erbaut | |
| Karlsbergstraße 29 Lage               | Wohnhaus | Das Wohnhaus wurde im 18. Jahrhundert erbaut und im 19. Jahrhundert sowie im 1. Viertel des 20. Jahrhunderts umgebaut. | |
| Karlsbergstraße 36 Lage               | Keller | 18. Jahrhundert | |
| Karlstraße 7 Lage                     | Wohnhaus | Erbaut von 1927 bis 1930 von Fritz Zawar | |
| Kasernenstraße 4 Lage                 | Keller | 18. Jahrhundert | |
| Kasernenstraße 6 Lage                 | Keller | 18. Jahrhundert | |
| Kasernenstraße 10 Lage                | Keller | 18. Jahrhundert | |
| Kirchenstraße Lage                    | Ev. Stadtkirche | Dem 1699 erbauten Vorgängerbau wurde 1779 bis 1793 ein barocker Turm nach Plänen von Baumeister Franz Georg Schaefer angebaut. 1874 wurde der Kirchenbau abgerissen und stattdessen ein dreischiffiges neugotisches Langhaus ohne Querhaus mit fünf Fensterachsen erbaut. | |
| Kirchenstraße 10 Lage                 | Keller | 18. Jahrhundert | |
| Kirchenstraße 12 Lage                 | Keller | 18. Jahrhundert | |
| Kirrberger Straße Lage                | Anatomisches Institut, Universitätsklinik (Gebäude 61)                                                             | 1965–67 von Konrad Schmitz und Walter Schrempf | |
| Lagerstraße 2 Lage                    | Schwesternwohnhaus des Diakonissenvereins                                                                          | Erbaut um 1899 | |
| Lagerstraße 10 Lage                   | Villa | Die Villa wurde 1924/25 von Fritz Zawar erbaut. | |
| Lagerstraße 46 Lage                   | Wohnhaus | Erbaut wurde das Wohnhaus 1921/22, erweitert wurde es dann in den Jahren 1928 bis 1930 nach Plänen von Otto Müller. | |
| Marktstraße 7 Lage                    | Keller | 18. Jahrhundert | |
| Obere Allee Lage                      | Gartenpavillon | Erbaut im 4. Viertel des 18. Jahrhunderts | |
| Reiskircher Mühle Lage                | Reiskircher Mühle                                                                                                  | Erbaut im 18./19. Jahrhundert | |
| Richard-Wagner-Straße 114 Lage        | Wohnhaus | Erbaut 1929/30 | |
| Saarbrücker Straße 11 Lage            | Keller | 18. Jahrhundert | |
| Saarbrücker Straße 11a Lage           | ehem. Brauereikeller                                                                                               | Erbaut 1858/59 | |
| Saarbrücker Straße 13 Lage            | Keller | entstanden 1850–1900 | |
| Saarbrücker Straße 17 Lage            | Keller | 18. Jahrhundert | |
| Saarbrücker Straße 19 Lage            | Keller | 18. Jahrhundert | |
| Saarbrücker Straße 20 Lage            | Keller | 18. Jahrhundert | |
| Saarbrücker Straße 22 Lage            | Keller | Um 1780 entstanden | |
| Saarbrücker Straße 23 Lage            | Keller | 18. Jahrhundert | |
| Saarbrücker Straße 24 Lage            | Keller | Wiederaufbau um 1950 | |
| Saarbrücker Straße 26 Lage            | Keller | 18. Jahrhundert | |
| Scheffelplatz 1 Lage                  | ehem. Königlich-bayerisches Kulturbauamt, Verwaltungsgebäude, 1914 (Einzeldenkmal)                                 | Das Königlich-bayerische Kulturbauamt wurde 1914 im klassizistischen Stil erbaut. Ab 1922 war es Postamt, 1970 Gesundheitsamt und seit 2009 Dienststelle des Saarpfalz-Kreises. Der neunachsige, zweigeschossige Bau mit Walmdach besitzt zur Straßenseite einen Mittelrisalit, der über dem Eingangsportal einen Balkon auf Säulen toskanischer Ordnung besitzt und im Dachaufbau mit Dreiecksgiebel ein Wappen zeigt. | |
| Schlossbergstraße 29 Lage             | Keller, Felsenkammer, Töpferofen                                                                                   | Erweiterung 19. Jahrhundert | |
| Schulstraße 20 Lage                   | Gewölbekeller in der Hohenburg-Schule                                                                              | 4. Viertel des 17. Jahrhunderts | |
| Schulstraße 25v Lage                  | Keller, Felsenkammer, Töpferofen                                                                                   | 18. Jahrhundert, Erweiterung 19. Jahrhundert | |
| Schützenstraße 7 Lage                 | Wohn- und Handwerkerhaus                                                                                           | Erbaut um 1873 | |
| Schwesternhausstraße 4 Lage           | Kreuz | 19. Jahrhundert | |
| St.-Michael-Straße 7 Lage             | Keller | 18. Jahrhundert | |
| St.-Michael-Straße 8 Lage             | Keller | 18. Jahrhundert | |
| St.-Michael-Straße 10 Lage            | Keller | 18. Jahrhundert | |
| St.-Michael-Straße 27 Lage            | Keller | 18. Jahrhundert | |
| St.-Michael-Straße 33 Lage            | Keller | 18. Jahrhundert | |
| Steinbachstraße 60 Lage               | Kath. Kirche St. Andreas mit Ausstattung                                                                           | Die dreischiffige Hallenkirche im neugotischen Stil wurde 1903/04 von Wilhelm Schulte sen. erbaut. Im Westen ragt ein 64 m hoher Turm mit Spitzhelm auf. Der dreiseitige Chor mit Netzgewölbe ist mit einer blauen Deckenbemalung ausgestattet. Das Kirchenschiff ist in drei Joche mit Kreuzrippengewölben ausgebildet. Das Kirchengebäude besitzt drei Fensterachsen mit reichem Maßwerk. Auch die Empore und die Stirnwand sind mit Maßwerk ausgestattet. | |
| Turmstraße Lage                       | Turmruine (Chorturm) mit Friedhofsmauer und Grabstein Dietrich Lütticher, 14. Jh. (Einzeldenkmal)                  | Die Turmruine ist der ehemalige Chorturm einer dem hl. Remigius geweihten Kirche. Erstmals erwähnt wurde diese bereits 1212. Im Dreißigjährigen Krieg wurde die Kirche zerstört. Erhalten blieb von dem Turm aus Bruchsteinen wenig mehr als das Erdgeschoss mit gotischem Maßwerkfenster und Portal mit Stichbogen. | |
| Untere Allee 75 Lage                  | Ehem. Distriktskrankenhaus, Gymnasium (Einzeldenkmal)                                                              | Das Krankenhaus wurde 1898 erbaut. Um 1925 wurde das Gebäude als Gymnasium genutzt. 1925 wurde es aufgestockt, 1928 ein Südflügel angebaut. | |
| Untergasse 6 Lage                     | Keller | 18. Jahrhundert | |
| Westring 27 Lage                      | Muttergottesfigur in der kath. Kirche Maria vom Frieden                                                            | Skulptur aus dem 1. Viertel des 18. Jahrhunderts | |
| Zum Lokschuppen Lage                  | Lokschuppen | Erbaut 1865, Umbauten im 1. Viertel 20. Jahrhunderts | |
| Zweibrücker Straße 24 Lage            | Ehem. Königlich-bayerisches Amtsgericht                                                                            | Das Amtsgericht mit Gefängnis wurde 1885 erbaut und 1905 um einen Anbau ergänzt. | |

## Jägersburg
| Lage                              | Bezeichnung                          | Beschreibung | Bild |
| --------------------------------- | ------------------------------------ | --- | ---- |
| Höcherstraße / Schlossstraße Lage | Schlosskapelle St. Hubertus          | Die Schlosskapelle wurde 1720/21 von Jonas Erikson Sundahl erbaut. Französische Revolutionstruppen zerstörten die Kirche. Erst 1984 wurde sie in alter Form wieder aufgebaut. |      |
| Höcherstraße 5 Lage               | Gustavsburg                          | Der Graf von Zweibrücken-Bitsch ließ hier 1395 eine Wasserburg erbauen. 1590 ließ Pfalzgraf Johann I. die Burg in ein Schloss umbauen. 1622 erhielt der Bau einen Wehrturm. Im Dreißigjährigen Krieg brannte das Schloss ab. Stattdessen entstand unter Herzog Friedrich Ludwig ein Wohnhaus mit Scheune und Stall. 1720/21 ließ dann Herzog Gustav Samuel Leopold von Zweibrücken den heute erhaltenen Wohnbau von Jonas Erikson Sundahl errichten und nannte das Gebäude Schloss Gustavsburg. Ältester erhaltener Teil ist der Turm aus dem 16. Jahrhundert. Erhalten ist außerdem ein Wirtschaftsgebäude aus dem 17. Jahrhundert und der Wohnbau, sowie Teile der Umfassungsmauer und des Burggrabens. Das Haupthaus ist ein zweigeschossiger Putzbau mit Mansarddach. Das Erdgeschoss mit Fenstern mit geradem Sturz liegt erhöht, das Obergeschoss besitzt Fenster mit Segmentbögen. |      |
| Websweilerhof Lage                | Gutshof, 18./19. Jh. (Einzeldenkmal) | Der Dreiseithof aus Bruchsteinen entstand im 18. und 19. Jahrhundert. Das Herrenhaus wird flankiert von Wirtschaftsgebäuden. Heute ist der Hof Sitz eines Golfclubs. |      |

## Kirrberg
| Lage                 | Bezeichnung                                     | Beschreibung | Bild |
| -------------------- | ----------------------------------------------- | --- | ---- |
| Kirchbergstraße Lage | Muttergottesfigur in der kath. Kirche St. Maria | Das Gnadenbild stammt aus dem 18. Jahrhundert. Es stand ursprünglich in der Klosterkirche von Saarwerden. Als das Kloster während der Französischen Revolution profaniert wurde, ersteigerte ein Bürger die Marienstatue und stiftete sie kurz nach 1800 der Kirche in Kirrberg. |      |

## Wörschweiler
| Lage                   | Bezeichnung | Beschreibung | Bild |
| ---------------------- | --- | --- | --- |
| Bierbacher Straße Lage | Ensemble Schloss und Hof Gutenbrunnen                                                                          | Herzog Gustav Samuel Leopold von Pfalz-Zweibrücken ließ ab 1723 im Gutenbrunnental das Schlösschen Luisenthal mit Schlosskapelle von Jean François Duchesnois errichten. Schon 1793 wurde das Schloss durch französische Revolutionstruppen teilweise zerstört. | Herzog Gustav Samuel Leopold von Pfalz-Zweibrücken ließ ab 1723 im Gutenbrunnental das Schlösschen Luisenthal mit Schlosskapelle von Jean François Duchesnois errichten. Schon 1793 wurde das Schloss durch französische Revolutionstruppen teilweise zerstört. |
| Bierbacher Straße Lage | Ensemble Schloss und Hof Gutenbrunnen                                                                          | Bierbacher Straße, Böschungsmauer, Hangabstützungsmauer, Wandnischenbrunnen, Brunnenstube, Trog, um 1860 und 1930–40 (Ensemblebestandteil) | |
| Bierbacher Straße Lage | Ensemble Schloss und Hof Gutenbrunnen                                                                          | Bierbacher Straße, Herrenhaus, westlicher Wirtschaftsflügel des Schlosses Louisenthal mit Gewölbekeller, Wirtschaftsgebäude mit Marställen und Bedienstetenwohnungen, um 1725 von Jean Francois Duchesnois (Einzeldenkmal) | |
| Bierbacher Straße Lage | Ensemble Schloss und Hof Gutenbrunnen                                                                          | Bierbacher Straße, Östlicher Wirtschaftsflügel des Schlosses Louisenthal, Kopfpavillon und südl. Hälfte des Mitteltraktes, Wirtschaftsgebäude mit Marställen und Bedienstetenwohnungen, um 1725 von Jean Francois Duchesnois (Einzeldenkmal) | |
| Bierbacher Straße Lage | Ensemble Schloss und Hof Gutenbrunnen                                                                          | Bierbacher Straße, Walpurgiskapelle/Schlosskapelle, um 1725 (Grundstein 27. April 1724) von Jean Francois Duchesnois (Einzeldenkmal) | |
| Bierbacher Straße Lage | Ensemble Schloss und Hof Gutenbrunnen                                                                          | Bierbacher Straße, sog. Alte Brauerei, Brennhaus des Gutenbrunner Hofes mit Gewölbekeller, 2. Hälfte 18. Jh. / 1. Hälfte 19. Jh. (Einzeldenkmal) | |
| Bierbacher Straße Lage | Ensemble Schloss und Hof Gutenbrunnen                                                                          | Bierbacher Straße, sog. Kapellenhaus, Wohnhaus, 1. Hälfte 18. Jh., Umbau 2. Drittel 19. Jh. (Einzeldenkmal) | |
| Bierbacher Straße Lage | Ensemble Schloss und Hof Gutenbrunnen                                                                          | Bierbacher Straße, Wirtschaftsgebäude, Schmiede, Unterstellhalle, Stall, 2. Hälfte 18. Jh. – 1. Viertel 20. Jh. (Ensemblebestandteil) | |
| Bierbacher Straße Lage | Ensemble Schloss und Hof Gutenbrunnen                                                                          | Bierbacher Straße, Objekte im Bereich des früheren Gutenbrunner Hofes: Gartenmauer, Brunnenstube, Mauern, Sandsteinsteg, 18./19. Jh. (Ensemblebestandteil) | |
| Bierbacher Straße Lage | Ensemble Schloss und Hof Gutenbrunnen                                                                          | Bierbacher Straße, Objekte im Bereich des Schlosses und Schlossgartens: Umgrenzungsmauer mit Eckpfosten und Eisengitter, Eisengussstatue, Englischer Park mit Weiher, Weiherinsel, Eisensteg, 2. Hälfte 19. Jh. (Ensemblebestandteil) | |
| Außerhalb der Ortslage | WH 427, Westwallbefestigung                                                                                    | Gruppenunterstand von 1938 | |
| Außerhalb der Ortslage | Gedenkstein | um 1876 | |
| Klosterberg Lage       | Ruine des Zisterzienserklosters Wörschweiler mit Resten der Klosterkirche, Grundmauern, Fragmente, Grabplatten | Die Abtei wurde 1131 von Graf Friedrich I. von Saarwerden als Benediktinerkloster gegründet und von Mönchen aus dem Kloster Hornbach unter einem Prior besiedelt. 1614 wurde es infolge eines Unglücksfalls bei einem Brand zerstört. Die Klosterkirche war eine um 1265 errichtete dreischiffige Pfeilerbasilika aus Sandstein mit einem Chor mit geradem Abschluss und einem Querhaus. Die Westfassade weist ein dreifach gestuftes Säulenportal und Reste einer großen Fensterrose auf. Die Klausur mit Kreuzgang sowie Wohn- und Wirtschaftsgebäuden lag südlich der Kirche. Erhalten sind auch zahlreiche Grabplatten. | |